# مصطفی احمدی (بازیکن فوتبال، زاده ۱۳۶۶)
مصطفی احمدی (زادهٔ ۲۴ اسفند ۱۳۶۶ در بانه) بازیکن فوتبال اهل ایران است که برای تیم فوتبال شهرداری نوشهر در  بازی می‌کند. 
از باشگاه‌هایی که در آن بازی کرده‌است می‌توان به سیاه جامگان مشهد، شهرداری تبریز، گسترش فولاد و پارسه تهران، صنعت نفت آبادان ، آلومینیوم ،شمس آذر و هوادار  اشاره کرد.